# Badminton nos Jogos Asiáticos de 2022
As competições de Badminton nos Jogos Asiáticos de 2022 em Guanzhou, na China, serão realizados entre os dias 28 de setembro e 7 de outubro de 2023 no Ginásio de Binjiang, uma das províncias de Guanzhou. Adiados, devido à Pandemia de COVID-19 na China e as restrições do país para controlar o vírus, 7 eventos serão disputados: individual, dupla e por equipes em ambos os gêneros além de duplas mistas.

## Calendário
Todos os horários estão no Horário Padrão Chinês (UTC+8).
| P | Rodadas preliminares | ¼ | Quartas de final | ½ | Semifinais | F | Final |

| Event↓/Date →       | 28 Qui | 29 Sex | 30 Sáb | 1 Dom | 2 Seg | 3 Ter | 4 Qua | 5 Qui | 6 Sex | 7 Sáb |
| ------------------- | ------ | ------ | ------ | ----- | ----- | ----- | ----- | ----- | ----- | ----- |
| Simples masculino   |        |        |        |       | P     | P     | P     | ¼     | ½     | F     |
| Duplas masculinas   |        |        |        |       | P     | P     | ¼     |       | ½     | F     |
| Equipes masculinas  | P      | ¼      | ½      | F     |       |       |       |       |       |       |
| Individual feminino |        |        |        |       | P     | P     | ¼     |       | ½     | F     |
| Duplas femininas    |        |        |        |       | P     | P     | ¼     | ½     | F     |       |
| Equipes femininas   | P      | ¼      | ½      | F     |       |       |       |       |       |       |
| Duplas mistas       |        |        |        |       | P     | P     | ¼     |       | ½     | F     |

## Nações participantes
Ao todo, 19 CONs qualificaram atletas em ao menos um evento. Entre parênteses encontra-se representada a quantidade de atletas.
- AFG Afeganistão
- CHN China
- TPE Taipé Chinês
- HKG Hong Kong
- IND Índia
- INA Indonésia
- IRI Irã
- JPN Japão
- MAC Macau
- MAS Malásia
- MDV Maldivas
- MGL Mongólia
- NEP Nepal
- PAK Paquistão
- KSA Arábia Saudita
- KOR Coreia do Sul
- SRI Sri Lanka
- THA Tailândia
- VIE Vietnã

## Medalhistas
| Event                       | Ouro | Prata | Bronze |
| --------------------------- | ---- | ----- | ------ |
| Simples masculino detalhes  |      |       |        |
|                             |      |       |        |
| Duplas masculinas detalhes  |      |       |        |
|                             |      |       |        |
| Equipes masculinas detalhes |      |       |        |
|                             |      |       |        |
| Simples feminino detalhes   |      |       |        |
|                             |      |       |        |
| Duplas femininas detalhes   |      |       |        |
|                             |      |       |        |
| Equipes femininas detalhes  |      |       |        |
|                             |      |       |        |
| Duplas mistas detalhes      |      |       |        |
|                             |      |       |        |